# Providence (1977)
Providence is een Franse dramafilm uit 1977 onder regie van Alain Resnais. Het is de eerste Engelstalige film van Resnais.

## Verhaal
Clive Langham is een auteur uit de Amerikaanse stad Providence. Hij is alcoholist en leeft afgezonderd in zijn huis. Op een nacht werkt hij in dronken toestand aan een nieuwe roman. De protagonisten zijn Langhams beide zonen Claude en Kevin, alsmede diens echtgenote Sonia. Onder invloed van de alcohol fantaseert hij een verhaallijn die veraf staat van de werkelijkheid. De volgende dag is zijn verjaardag en krijgt hij visite van zijn familie. Hij moet bekennen dat zijn nachtelijke fantasieën niets te maken hebben met de realiteit.

## Rolverdeling
- John Gielgud: Clive Langham
- Dirk Bogarde: Claude Langham
- Ellen Burstyn: Sonia Langham
- David Warner: Kevin Langham
- Elaine Stritch: Helen Wiener
- Cyril Luckham: Dr. Mark Eddington
- Denis Lawson: Dave Woodford